# Astental
Das Astental oder die Asten ist ein Tal in Kärnten und liegt als eines der östlichen Seitentäler des oberen Mölltales in der Goldberggruppe. In der Talsohle fließt der Astenbach, ein linker Nebenfluss der Möll, durch den Ortsteil Asten der Gemeinde Mörtschach. Im oberen Talboden befindet sich das als Naturdenkmal ausgewiesene Niedermoor Astner Moos (Listeneintrag).
Das Tal wird von mehreren Gipfeln dieser Gebirgsgruppe umrahmt: Mohar (2604 m), Stellkopf (2851 m), Rote Wand (2855 m), Makernigspitze (2644 m) und Sadnig (2745 m) – die letzteren am Übergang zur Fragant.
Verwaltungsmäßig gehört das Astental zur Nationalparkgemeinde Mörtschach und ist das höchstgelegene Bergdorf Kärntens. Die Gehöfte der Bergbauern stehen in rund 1600 m Seehöhe.

## Geschichte
Der Name „Augsten“ (Asten) wurde 1490 erstmals urkundlich erwähnt.
Im 12. Jahrhundert lebte der bergmännische Abbau von Gold im Gebiet um Großkirchheim auf. Bergleute und Abenteurer aus verschiedenen Ländern suchten in dem rauen und schwer zugänglichen Gebiet der Asten in Höhenlagen von 2000 bis 2800 m ihr Glück.
Die Knappen förderten Schwefelkies, Gold und Silber zutage und lieferten diese über das Göritzertörl (2458 m) zur Verhüttung nach Döllach. Noch heute wird dieser Bergpfad als „Waschgang“ (im Volksmund „Arzweg“) bezeichnet.
Zu dieser Zeit waren die fast ebenen Flächen der Astener Alm eine fruchtbare Gegend, in der Hafer, Weizen, Roggen sowie kleine Apfel- und Birnbäume gediehen.
Im Zuge der Kleinen Eiszeit kam es um 1600 zur Ausdehnung der Gletscher. Die Sommer wurden kürzer und kühler und das Getreide reifte nicht mehr. Den Bewohnern der Asten war es nun nicht mehr möglich, auf ihrem Boden zu überleben. Sie rodeten und siedelten an die sonnigen, steilen „Leitn“ der Vorderen Asten, wo sich heute die Höfe und Felder befinden.

## Tourismus
Das Astental bietet hervorragende Wandermöglichkeiten mitten durch bewirtschaftetes Almgebiet und durch eine einzigartige Pflanzen- und Tierwelt. Ein Naturlehrweg führt durch das fünfzig bis achtzig Meter breite und einen Kilometer lange Niedermoor Astner Moos (Lage), wo in Österreich seltene Pflanzen vorkommen (Blauweide, Tauernblümchen). Nahe dem Moor steht das Sadnighaus, eine Alpenvereinshütte.